# Ifoundihé Chamboini
Ifoundihé-Chamboini est une ville de l'union des Comores, située sur l'île de Grande Comore. En 2012, sa population est estimée à 1 085 habitants
C'est une ville côtière située à 30 km de Moroni la capitale au sud-ouest de la grande île (Ngazidja). Sa fondation est traditionnellement située au début du Xe siècle apr. J.-C. C'est une ville très traditionnelle et très culturelle.

## Activités économiques
Les activités économiques d’Ifoundihé Chamboini se basent en général sur l'agriculture et la pêche. Car c'est une ville qui possède environ 50 % de pêcheurs et le reste est partagé par l’agriculture, l’élevage et l’administration.
Les femmes se spécialisent dans le domaine culturel c'est-à-dire elles tissent les bonnets traditionnels (kofia) et certains habits traditionnels tels que les boubous, les draguila, etc.

## Activités éducatives
Chef kari Doudja initiateur de projet de construction d'une école primaire publique d'ifoundihe-Chamboini  a été inaugurée en 1972.
Depuis 2006, l’éducation de la ville est très améliorée et donne beaucoup de résultats. On compte chaque année plus de 75 % de candidats qui réussissent dans les examens.
Voici la Source et/ou résultats
Said Bourhani Dr, Nassib Saïd Ahamada Doctorant en Administration des Affaires au Sénégal ,Said Youssouf Ahmed, enseignant de l'informatique à l'IUT dès Comores ,Baydane Youssouf enseignant de statistique à l'université des Comores ,Attoy Ali Mohamed kari, enseignant de philosophie ,Hassane Ali enseignant de philosophie,Fahad Mohamed enseignant de français de l'université des Comores,Said Ali Adil journaliste